# Il cacciatore (serie televisiva 1974)
Il cacciatore (The Manhunter) è una serie televisiva statunitense in 23 episodi trasmessi per la prima volta nel corso di una sola stagione dal 1974 al 1975.

## Trama
Idaho, anni trenta. Dave Barret vede uno dei suoi migliori amici morire durante una rapina in banca e si trasforma in investigatore e giustiziere per scovare i colpevoli.

## Personaggi
- Dave Barrett (23 episodi, 1974-1975), interpretato da	Ken Howard.
- Lizabeth Barrett (episodi sconosciuti), interpretato da	Hilary Thompson, la sorella di Dave.
- Mary Barrett (episodi sconosciuti), interpretato da	Claudia Bryar, madre di Dave.
- James Barrett (1974-75), interpretato da	Ford Rainey, padre di Dave.
- sceriffo Paul Tate, interpretato da Robert Hogan.

## Guest star
Michael Constantine, Joan Van Ark, Denver Pyle, Tom Skerritt, Leslie Nielsen, Sam Elliott, Dabney Coleman, Paul Carr, Mark Hamill, Parley Baer, Jo Ann Harris.

## Produzione
La serie fu prodotta da Quinn Martin Productions. Tra i registi della serie è accreditato Leslie H. Martinson.
La serie fu cancellata dalla CBS a causa di una forte concorrenza della serie della ABC Get Christie Love! e di quella della NBC Petrocelli; il suo ultimo episodio andò in onda il 5 marzo 1975.

## Distribuzione
La serie fu trasmessa negli Stati Uniti dal 1974 al 1975 sulla rete televisiva CBS. 
L'episodio pilota fu mostrato il 26 febbraio 1974. La serie è poi partita in maniera regolare l'11 settembre dello stesso anno. 
In Italia è stata trasmessa sulla Rete 1 con il titolo Il cacciatore.
Alcune delle uscite internazionali sono state:
- negli Stati Uniti il 11 settembre 1974 (The Manhunter)
- in Francia il 7 maggio 1975 (Le justicier)
- in Italia (Il cacciatore)

## Episodi
| Stagione       | Episodi | Prima TV USA | Prima TV Italia |
| -------------- | ------- | ------------ | --------------- |
| Prima stagione | 23      | 1974-1975    | 1976            |